# بلوکتون (آرکانزاس)
بلوکتون (به انگلیسی: Blackton) یک منطقهٔ مسکونی در ایالات متحده آمریکا است که در شهرستان مونرو، آرکانزاس واقع شده‌است. بلوکتون ۵۴٫۸۶ متر بالاتر از سطح دریا واقع شده‌است.